# Marijanski stebri in stebri Svete Trojice
Marijanski stebri so verski spomeniki, ki prikazujejo Devico Marijo na vrhu, pogosto zgrajeni v zahvalo za konec kuge (kužni stebri) ali iz katerega drugega razloga. Namen stebrov Svete Trojice je bil navadno zgolj praznovanje cerkve in vere, čeprav je lahko svojo vlogo pri njihovi postavitvi včasih odigral tudi motiv kuge. Postavljanje verskih spomenikov v obliki stebra, na vrhu katerega je figura ali krščanski simbol, je bila gesta javne vere, ki se je v katoliških državah Evrope razcvetela predvsem v 17. in 18. stoletju. Tako so postale ena najvidnejših značilnosti baročne arhitekture. Ta uporaba je vplivala tudi na nekaj vzhodno pravoslavne baročne arhitekture.

## Drugi predmeti
Čeprav so kužni stebri najpogosteje posvečeni Devici Mariji, nekateri prikazujejo druge svetnike. Tipičen je sveti Rok, ki naj bi zbolel, ko je med epidemijo kuge pomagal bolnim in je po moči vere ozdravel. Sveti Boštjan (tudi Sebastjan), mučenik, katerega kip pogosto krasi te strukture, je bil prvotno zavetnik lokostrelcev. V srednjem veku je Boštjan prevzel mesto kužnega lokostrelca Apolona, saj so ljudje včasih metaforično primerjali naključno naravo kuge z naključnimi streli lokostrelcev in tako so tudi njega začeli povezovati s kugo. Drugi pogosto upodobljeni svetniki so sveta Barbara, zavetnica umirajočih in dva novejša in zgodovinska svetnika: sveti Frančišek Ksaverij, ki je po legendi obujal ljudi od mrtvih, in sveti Karel Boromejski, znan po delu med bolnimi in umirajočimi.

## Zgodovina
Further information: Votive column
V Rimskem cesarstvu je bila praksa postaviti kip cesarja na vrh stebra. Zadnji takšen steber je bil Fokov steber, postavljen na Rimskem forumu in posvečen ali ponovno posvečen leta 608. Krščanska praksa postavljanja stebra, na vrhu katerega je kip Device Marije, sega vsaj v 10. stoletje (v Clermont-Ferrand v Franciji), vendar je postalo običajno zlasti v obdobju protireformacije po Tridentinskem koncilu (1545–1563). Steber na trgu Piazza Santa Maria Maggiore v Rimu je bil eden prvih. Sam steber je bil antičen: podpiral je obok tako imenovane  Maksencijeve bazilike v Rimu, ki jo je uničil potres v 9. stoletju. Do 17. stoletja je preživel le ta steber; leta 1614 so jo prepeljali na Piazza Santa Maria Maggiore in okronali z bronastim kipom Device z otrokom. V nadaljevanju je služil kot model za številne stebre v Italiji in drugih evropskih državah.
Prvi steber te vrste severno od Alp je bil Mariensäule, zgrajen v Münchnu leta 1638, da bi proslavil osvoboditev mesta pred invazijsko švedsko vojsko in kugo. Devica Marija stoji na njegovem vrhu na polmesecu kot nebeška kraljica. Navdihnil je na primer marijanski steber v Pragi in na Dunaju, zelo hitro pa so sledili tudi mnogi drugi. V državah, ki so pripadale habsburški monarhiji (zlasti Avstriji, Madžarski, Češki, Slovaški, Sloveniji), je redko najti staromestni trg brez takšnega stebra, običajno na najbolj vidnem mestu.
Praški steber je bil zgrajen na Staromestnem trgu (Staroměstské náměstí) kmalu po tridesetletni vojni v zahvalo Brezmadežni Devici Mariji za pomoč v boju s Švedi. Opoldne je njegova senca kazala tako imenovani praški poldnevnik, po katerem so preverjali točen sončev čas. Nekateri Čehi so njegovo postavitev in lokacijo povezovali s hegemonijo Habsburžanov v njihovi državi, po razglasitvi neodvisnosti Češkoslovaške leta 1918 pa je množica ljudi ta stari spomenik v višku revolucionarnega žara podrla in uničila. Steber je bil leta 2020 obnovljen.
Osnovni model, ki je navdihnil gradnjo večine stebrov Svete Trojice, je Pestsäule ali Dreifaltigkeitssäule ("Kuga" ali "steber Svete Trojice") na Grabenplatzu na Dunaju, zgrajen po kugi leta 1679; v tem spomeniku je steber popolnoma izginil v marmornih oblakih in ogromnih svetnikih, angelih in puttih. Obdobje teh verskih struktur je doseglo vrhunec z izjemnim stebrom Svete Trojice na Zgornjem trgu (Horní náměstí) v Olomoucu. Ta spomenik, zgrajen kmalu po kugi, ki je prizadela Moravsko (danes del Češke) med letoma 1714 in 1716, je bil izjemen zaradi svoje monumentalnosti, bogatega okrasja in nenavadne kombinacije kiparskega materiala (kamen in pozlačen baker). Njegovo dno je bilo tako veliko, da je bila v notranjosti skrita celo kapela. Ta steber je edini, ki je posamično vpisan na Unescov seznam svetovne dediščine kot »eden najbolj izjemnih primerov vrhunca srednjeevropskega baročnega umetniškega izraza«.